# Mark Warkentin
Mark Warkentin (Estados Unidos, 14 de noviembre de 1979) es un nadador estadounidense especializado en pruebas de larga distancia en aguas abiertas, donde consiguió ser subcampeón mundial en 2008 en los 25 kilómetros en aguas abiertas.

## Carrera deportiva
En el Campeonato Mundial de Natación en Aguas Abiertas de 2008 celebrado en Sevilla (España), ganó la medalla de plata en los 25 kilómetros en aguas abiertas, con un tiempo de 5:04:01 segundos, tan solo cuatro centésimos tras el neerlandés Maarten van der Weijden (oro con 5:04:01.1 segundos) y por delante del ruso Yuri Kudinov (bronce con 5:04:02 segundos).